# Гонголін-Пулноцни
Гонголін-Пулноцни (пол. Gągolin Północny) — село в Польщі, у гміні Коцежев-Полудньовий Ловицького повіту Лодзинського воєводства.
Населення — 130 осіб (2011).
У 1975-1998 роках село належало до Скерневицького воєводства.

## Демографія
Демографічна структура станом на 31 березня 2011 року:
|          | Загалом | Допрацездатний вік | Працездатний вік | Постпрацездатний вік |
| -------- | ------- | ------------------ | ---------------- | -------------------- |
| Чоловіки | 65      | 14                 | 44               | 7                    |
| Жінки    | 65      | 10                 | 34               | 21                   |
| Разом    | 130     | 24                 | 78               | 28                   |